# Braveheart Coaster
- ラブライブ! > ラブライブ!サンシャイン!! > Aqours > CYaRon! > Braveheart Coaster

「Braveheart Coaster」（ブレイブハート コースター）は、2019年12月4日に発売された、Aqoursのミニユニット「CYaRon！」の3rdシングル。

## 概要
前作「近未来ハッピーエンド」から約2年7ヶ月ぶりのシングル。ユニットシングル3週連続リリースの第2弾。
表題曲「Braveheart Coaster」は、『ラブライブ! スクールアイドルフェスティバル』とのコラボ曲。5月30日に行われた「ラブライブ！シリーズ9周年発表会」で発売が発表された。ジェットコースターをテーマにした楽曲で、1stライブでは実際に浅草花やしきのジェットコースターにCYaRon！の面々が乗り絶叫する映像がバックで流され、しかも降幡の顔があまりにも見せられないほどひどいという理由でモザイク処理が施されたことが話題となった。
初回生産分には「CYaRon！ First LOVELIVE! 〜Braveheart Coaster〜」のチケット二次先行抽選申込券が付属した。

## チャート功績
12月3日付のオリコンデイリーランキングでは0.9万枚を売り上げて3位にランクイン。12月16日付のオリコン週間ランキングでは2.5万枚を売り上げ3位にランクイン。アニメシングルチャートでは、Guilty Kissの「New Romantic Sailors」に続いて2週連続でラブライブ!サンシャイン!!のユニットシングルが週間1位を獲得した。

## 収録曲
- CD
  - 全作詞：畑亜貴

  1. Braveheart Coaster [4:26]
    - 作曲・編曲：高田暁

  2. CHANGELESS [5:09]
    - 作曲・編曲：前口渉

  3. コドク・テレポート [4:12]
    - 作曲：原田篤　編曲：矢鴇つかさ

  4. Braveheart Coaster（Off Vocal） [4:26]
  5. CHANGELESS（Off Vocal） [5:09]
  6. コドク・テレポート（Off Vocal） [4:12]

### ユニットメンバー
1. 1 2  高海千歌（伊波杏樹）、渡辺曜（斉藤朱夏）、黒澤ルビィ（降幡愛）